# Piagge
Piagge (Lë Piàg, Piàg in dialetto gallo-piceno) è un municipio di 1 013 abitanti del comune di Terre Roveresche, in provincia di Pesaro e Urbino nelle Marche.
Fino al 31 dicembre 2016 ha costituito un comune autonomo, che confinava con i comuni di Montemaggiore al Metauro, Cartoceto, Fano, San Costanzo, San Giorgio di Pesaro e Mondavio.

## Geografia fisica
Piagge è situato una quindicina di chilometri all'interno della costa adriatica (Fano e autostrada A14), a cavallo dei bacini idrografici del Metauro e del Cesano. Il territorio municipale sale ripido lungo le prime pendici collinari dell'Appennino umbro-marchigiano, sul versante destro del fiume Metauro, a partire dai 30 m s.l.m. della frazione di Cerbara fino ai 201 nel centro di Piagge e ai 242 nel punto più elevato.

Territorio dell'ex-comune di Piagge nella provincia di Pesaro e Urbino

L'ampia estensione dei terreni agricoli, seppur aspri e scoscesi, è caratterizzata da un suolo arenaceo-argilloso particolarmente adatto alla coltivazione dell'uva e con alberature sparse, rappresentate soprattutto da roverelle e olmi campestri, spesso associate a fitte forme arbustive. Le trasformazioni agrarie moderne hanno tuttavia ridotto drasticamente la presenza di piante e siepi. 
Per la sua collocazione nella parte terminale della valle del Metauro, in prossimità del mare, la località è improntata a un clima di tipo temperato mediterraneo, con una temperatura media intorno ai 13 °C e precipitazioni annue inferiori ai 1000 mm.
Con soli 8,64 km² di superficie, era il secondo più piccolo comune della provincia per estensione (non per numero di residenti) fino alla data della sua soppressione, superiore solo a Gabicce Mare. Confina a nord per un breve tratto con il corso del fiume Metauro e il comune di Cartoceto, quindi con il comune di Fano, a est con il comune di San Costanzo, a sud con il municipio di San Giorgio di Pesaro, anch'esso facente parte di Terre Roveresche e la frazione Cavallara del comune di Mondavio, a ovest con il municipio di Montemaggiore al Metauro del nuovo comune Colli al Metauro.

## Origini del nome
Secondo la tradizione, il nome di Piagge dovrebbe derivare dal latino platēa ("piana", "piazza" o "strada larga"), termine che ben si attaglia alla configurazione topografica dell'antico (e moderno) abitato, sorto su alcuni modesti pianori del ripido versante collinare appenninico e per questo chiamato allora Pladiæ o, più spesso, nella forma al genitivo di Pladearum.
Nel passaggio dal latino all'italiano si è persa la valenza del genitivo, ma si è invece conservata a lungo quella del plurale "le Piagge", tanto nello scritto quanto nel parlato (come documenta tuttora, ad esempio, il dialettale lë Piàg), prima di giungere all'attuale Piagge.

## Storia

### Età romana: Lubacaria
Anche se oggi Cerbara è solo una piccola frazione con circa un centinaio di abitanti sulla sponda destra del Metauro, qui, stando alla tradizione e agli avanzi affiorati nel sito, doveva sorgere l'antica città romana di Lubacaria, poi distrutta dai Goti di Alarico I all'inizio del V secolo. Gli abitanti scampati all'eccidio costruirono allora un nuovo insediamento sul vicino crinale della collina, circa 200 metri più in alto e quindi più sicuro, dando così origine alla località delle Pladearum o Pladiæ (donde appunto deriva l'odierno nome di Piagge). Secondo l'autore durantino Sebastiano Macci, il presidio attorno al quale sorse Lubacaria fu in realtà eretto dall'esercito cartaginese di Asdrubale Barca precedentemente alla Battaglia del Metauro.

### Medioevo
Documenti medievali attestano che nel 777 il territorio di Lubacaria faceva parte dei numerosi possedimenti della ricca e potente badia benedettina di San Paterniano in Fano, che il 5 maggio 1156 venne riconfermata con bolla pontificia di papa Adriano IV nel dominio del «castrum Lubacariæ cum curte sua». Secondo l'autore fanese Pietro Maria Amiani, il castello di Lubicaria (o Cerbara) era un possedimento dei conti Negusanti (Contea de' Negustanti), illustre famiglia di Fano ma originaria di Faenza. Nel 1196, però, tutta la zona fu inserita dall'imperatore Enrico VI nel vicariato di Mondavio, concesso in feudo a Roberto e Riccardo Ubaldini.

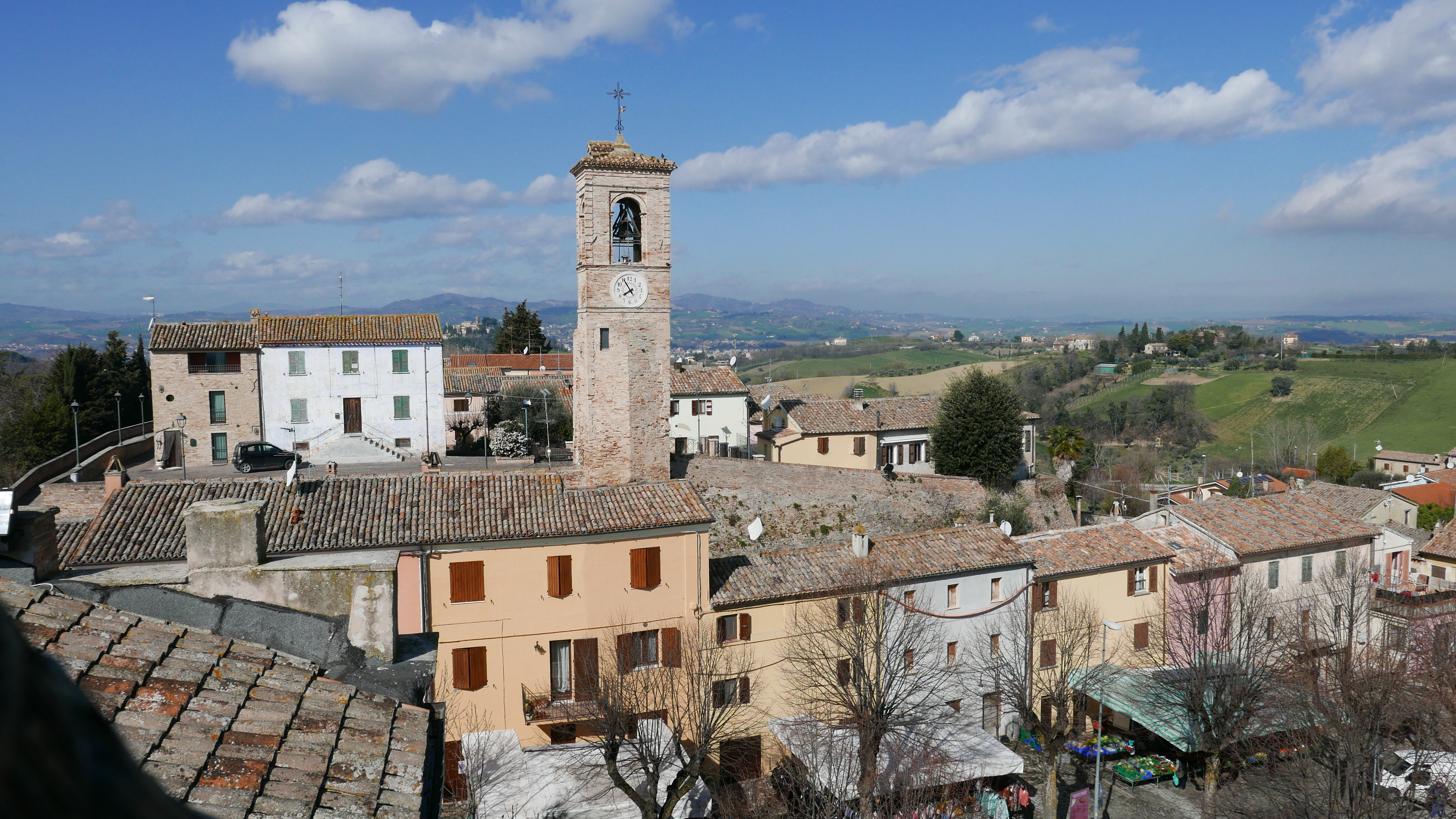
Borgo storico con cinta muraria e Torre Civica visti dal campanile di Santa Lucia

Le successive vicende storiche indicano rapporti armonici con la Chiesa e con i Rovereschi di Mondavio, mentre risultarono spesso conflittuali quelli con Fano e Montemaggiore; nel 1227, ad esempio, il castello di Lubacaria dovette essere diroccato dai suoi stessi abitanti per poter usufruire della cittadinanza fanese. In seguito, mentre il sito di Lubacaria veniva progressivamente abbandonato nel corso del XIV secolo, le sue rovine furono riutilizzate per fabbricare il nuovo castello delle Piagge, che rimase comunque sotto la giurisdizione dei monaci benedettini di San Paterniano. Altre testimonianze confermano anche per gli anni successivi la dipendenza delle Piagge da Fano e, ancora il 22 giugno 1474, gli abitanti del paese ricorsero a Giulio Cesare Varano, signore di Camerino, per essere liberati dalle imposizioni della città di Fano che li obbligava a presentarsi al giudice di Montemaggiore, mentre essi preferivano dipendere da quello di Mondavio.

### Età moderna
Dopo le alterne vicende del XV secolo e la sottomissione a diverse signorie (Sigismondo Pandolfo Malatesta, Antonio Piccolomini, Federico da Montefeltro, Giovanni della Rovere), nel 1516 le Piagge, insieme ad altri castelli della zona, passarono in dominio a Lorenzo de' Medici allorché suo zio Leone X gli conferì il Ducato di Urbino, ma nel 1517 i Gonzaga, che combattevano per Francesco Maria I Della Rovere, glielo ritolsero costringendo Lorenzo de' Medici alla fuga. Nel 1520 Pladiarum, insieme a tutto il vicariato di Mondavio di cui faceva parte, fu restituito alla città di Fano da papa Leone X e il 14 ottobre dello stesso anno il sindaco del borgo giurò fedeltà ai magistrati fanesi impegnandosi a rinnovare annualmente l'atto di sottomissione. Nel 1521 tuttavia, morto il pontefice, Francesco Della Rovere recuperò i suoi possedimenti, dove intraprese un'intensa attività di miglioramento delle fortificazioni che alle Piagge venne completata dal figlio Guidobaldo nel 1542 con l'erezione del torrione oggi detto Torre civica, campanaria o dell'orologio.

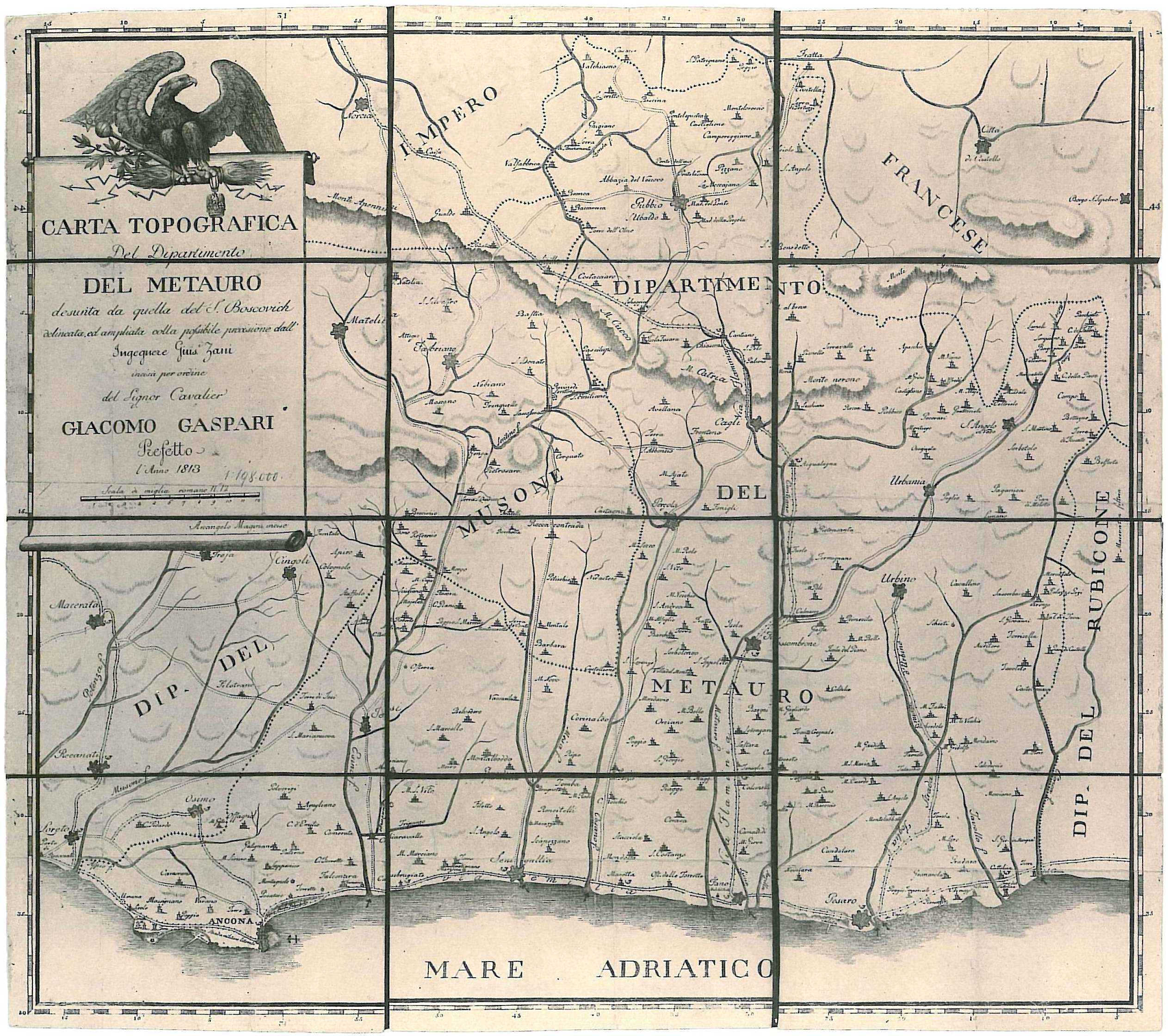
Carta topografica del Dipartimento del Metauro (Giuseppe Zani, 1813, Cartoteca storica delle Marche).

Nel 1631, morto senza eredi il duca Francesco Maria II Della Rovere, in base alle sue ultime volontà tutti gli stati rovereschi furono devoluti allo Stato Pontificio e le Piagge furono inserite nel vicariato di Mondavio. Nell'Ottocento al paese, ritenuto luogo di notevole importanza per la sua posizione strategica e per le sue solidissime mura (che esistono tuttora), venne concesso il titolo di "terra" da parte di papa Leone XII. Successivamente, come la maggior parte dei possedimenti pontifici, anche Piagge entrò a far parte del nascente Regno d'Italia.

### Età contemporanea
Durante la seconda guerra mondiale, a causa del passaggio del fronte sull'Appennino, dal 17 al 21 agosto 1944 Piagge si trovò coinvolto nella cosiddetta "battaglia del Metauro" e subì, restandone notevolmente danneggiato, i bombardamenti alleati contro le postazioni dei nazisti che, ritirandosi, avevano spostato la loro linea difensiva lungo il crinale fra il Cesano e il Metauro.
Attualmente l'agglomerato urbano si estende attorno alla strada provinciale Orcianese (o Orcianense) e, al centro del paese, nascosto fra le abitazioni, si trova l'antico castello medievale tuttora abitato, del quale rimangono soltanto le mura quattrocentesche, ricostruite alla metà del Cinquecento dai Della Rovere, e la snella e svettante Torre civica che si innalza di 15 metri oltre il terrapieno del fortilizio, posta in piazza della torre, che è sicuramente il cuore, nonché punto più interessante del paese da dove si può scorgere un bel panorama.
Lungo la strada provinciale si trovano i locali più frequentati, mentre i quartieri di nuova costruzione vanno sviluppandosi sulle vie adiacenti. La maggior parte degli abitanti risiede nel capoluogo, mentre una minor parte nelle campagne, nei due abitati sparsi di Montale e San Filippo e nella frazione più grande: Cerbara, dove al centro di essa centro è stata costruita una centrale idroelettrica che sbarra un piccolo canale del Metauro e dove si è sviluppata un'importante zona artigianale.
Come la maggior parte dei comuni agricoli italiani, verso la fine del Novecento Piagge ha sofferto una grave emorragia di popolazione rurale trasferitasi nelle città della costa adriatica, ma il fenomeno sembra oggi in regresso.
Il 1º gennaio 2017 Piagge è confluita, insieme a Orciano di Pesaro, Barchi e San Giorgio di Pesaro, nel nuovo comune di Terre Roveresche, in base alla legge regionale n. 28/2016 approvata il 6 dicembre 2016. Il 13 novembre l'istituzione del nuovo comune era stata approvata dai cittadini di Piagge in un referendum consultivo con il 63,6% di favorevoli.

### Simboli
Lo stemma e il gonfalone erano stati concessi con DPR del 2 marzo 1981.
(D.P.R. 2 marzo 1981)
Il gonfalone era un drappo troncato di giallo e di azzurro.

## Monumenti e luoghi d'interesse

### Ipogeo

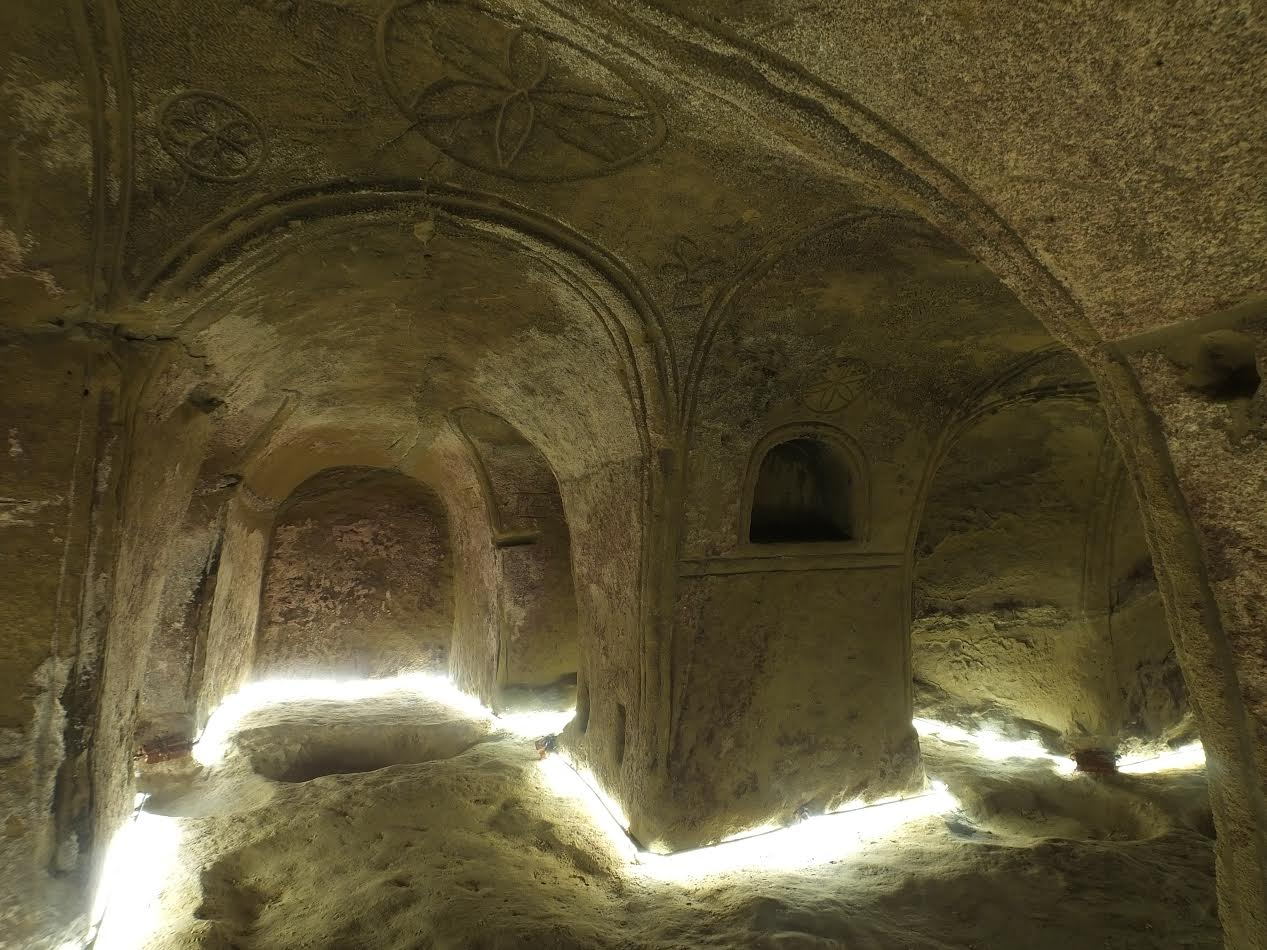
Interno dell'Ipogeo

L'ipogeo, chiamato anche Grotta Ipogeo consiste in un ambiente sotterraneo situato in prossimità dell’ingresso nord del castello. Si tratta di un luogo di culto religioso di origine medievale, giunto così integro da diventare un esempio unico. È un luogo d'interesse e studio, da maggio 2012 sono iniziati i lavori per la sua apertura al pubblico, avvenuta il 2 settembre 2016, a 20 anni dalla sua scoperta datata 1996.

### Castello medievale (Castrum Pladearum)
Come la maggior parte dei centri storici dell'entroterra marchigiano, anche Piagge possiede la sua cinta muraria medievale, denominata "castello", tuttora abitato. Sorge su un rilievo tufaceo nella zona ovest del paese in pieno centro ed è raggiungibile tramite 2 rampe poste a nord e a sud di esso. All'interno di esso degna di menzione è la cosiddetta "Piazza della Torre" con all'interno di essa la torre civica, simbolo del paese.

### Torre civica e Piazza della Torre

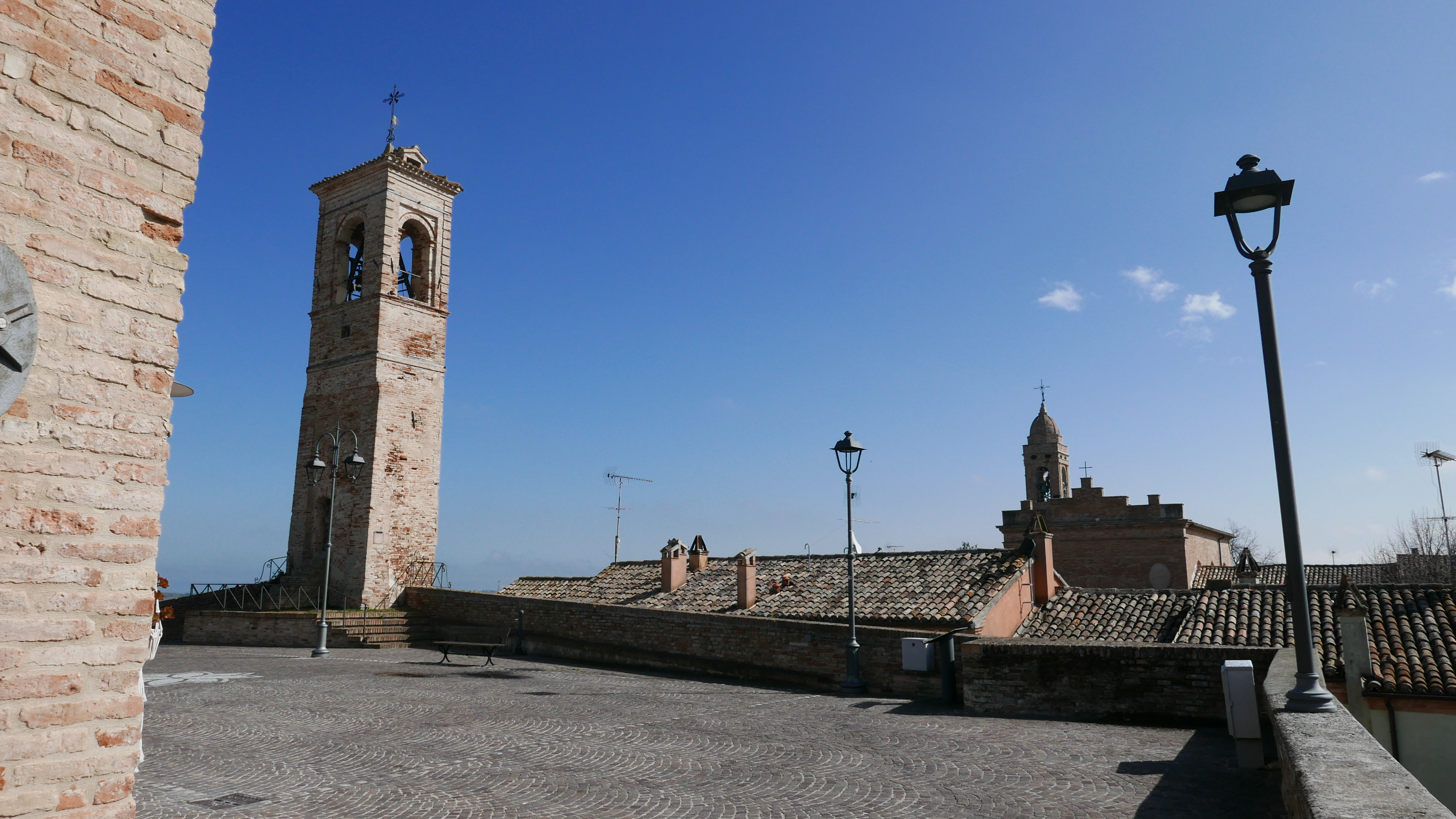
Piazza della Torre (castello), con Torre Civica e campanile di Santa Lucia

La Torre civica, simbolo di Piagge, domina assieme al campanile di Santa Lucia il centro abitato. È detta anche torre campanaria perché coronata da una cella a quattro monofore contenente le campane (riposizionate nel 1950 dopo la guerra) o torre dell'orologio (anche se l'orologio ottocentesco, restaurato negli anni sessanta, non è più funzionante). È l'adattamento di un antico torrione cinquecentesco che sorge sul versante est delle mura del castello e si affaccia sul centro dell'abitato dominandolo con imponenza. Al suo interno vi sono murate una lapide dei Della Rovere e un'insegna pontificia di papa Leone X che ne celebrano la costruzione (1542), mentre un'altra iscrizione del (1866) ricorda la sua parziale ricostruzione e adattamento a torre civica a opera del sindaco del paese Davide Paterniani. 
L'ultimo restauro, nei primi anni del XXI secolo, ha puntato alla conservazione e al consolidamento della struttura che tuttora contiene 2 campane: la campana maggiore è un sol#3, la minore un re4, che non vengono utilizzate essendo più comode le 4 campane elettrificate del campanile della chiesa di Santa Lucia che svolge ormai la funzione di torre civica, nonché orologio e vari suoni festivi.
Piazza della Torre (nota comunemente anche come Piazza o Piazzetta del Castello) è senza dubbio il cuore storico del centro abitato. Viene chiamata piazza anche se sostanzialmente si tratta di una terrazza panoramica dalla quale è possibile spaziare su un vasto panorama che, dall'Appennino umbro-marchigiano giunge fino alla costa adriatica presso la località Torrette di Fano. Anche se si colloca nel punto più alto e centrale del centro storico, non rappresenta il cuore della vita del paese, che si è spostata progressivamente durante il ventesimo secolo nel borgo storico fuori dalle mura, sviluppatosi in epoca post-rinascimentale.
È raggiungibile tramite entrambi gli accessi al centro storico e, nonostante i vicoli interni siano abbastanza stretti, l'area è accessibile in automobile tramite l'accesso sud del castello. Oggi è sede di numerosi eventi soprattutto durante la stagione estiva organizzati dal comune, dalle associazioni e da enti esterni.

### Architetture religiose
Nel territorio municipale di Piagge si trovano diversi edifici religiosi, tutti rientranti nel territorio della Parrocchia di Santa Lucia Vergine Martire: tre chiese sono situate nel centro abitato e una nella frazione di Cerbara.

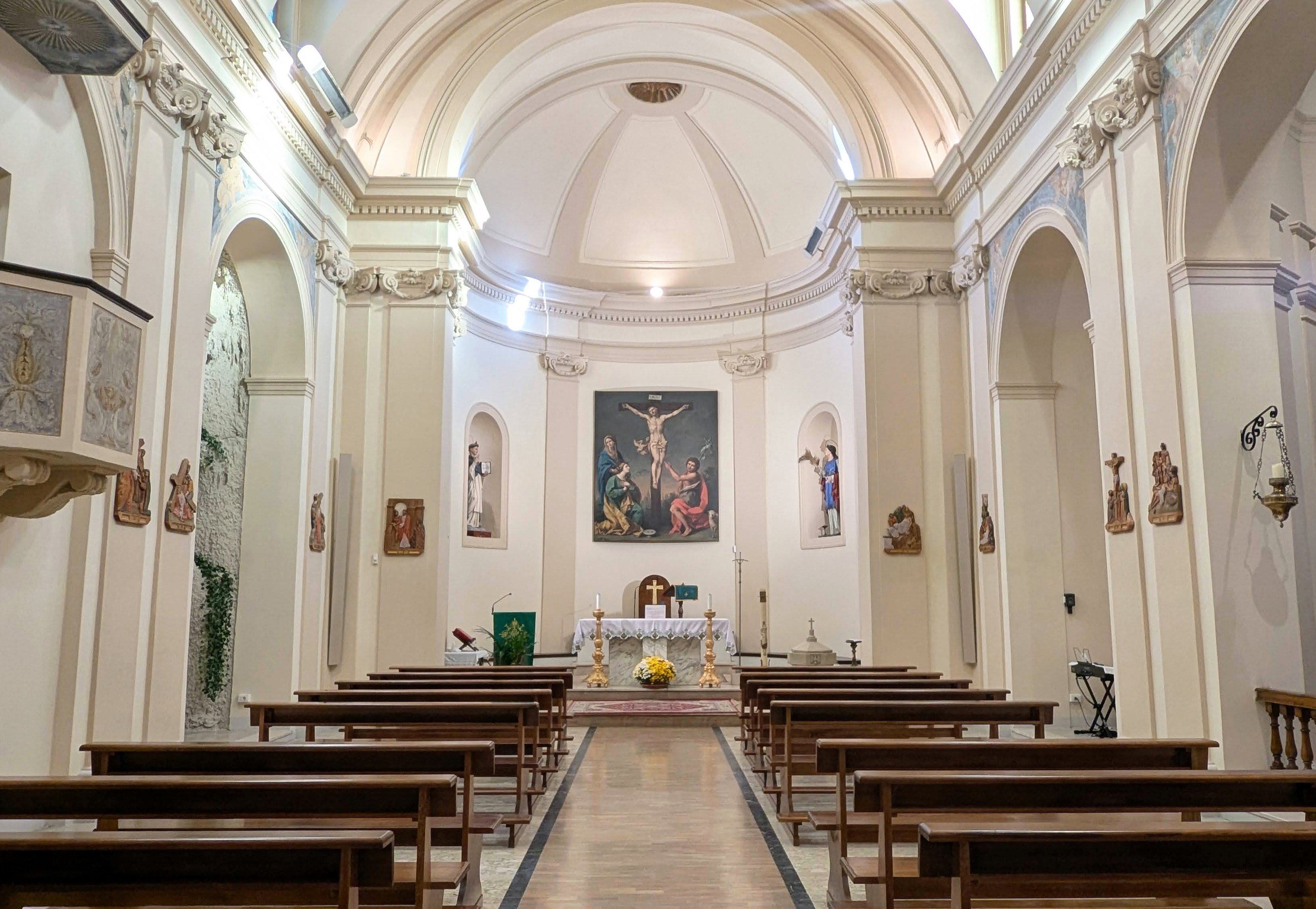
La chiesa di Santa Lucia dopo i lavori di restauro conservativo e recupero degli intonaci del 2019

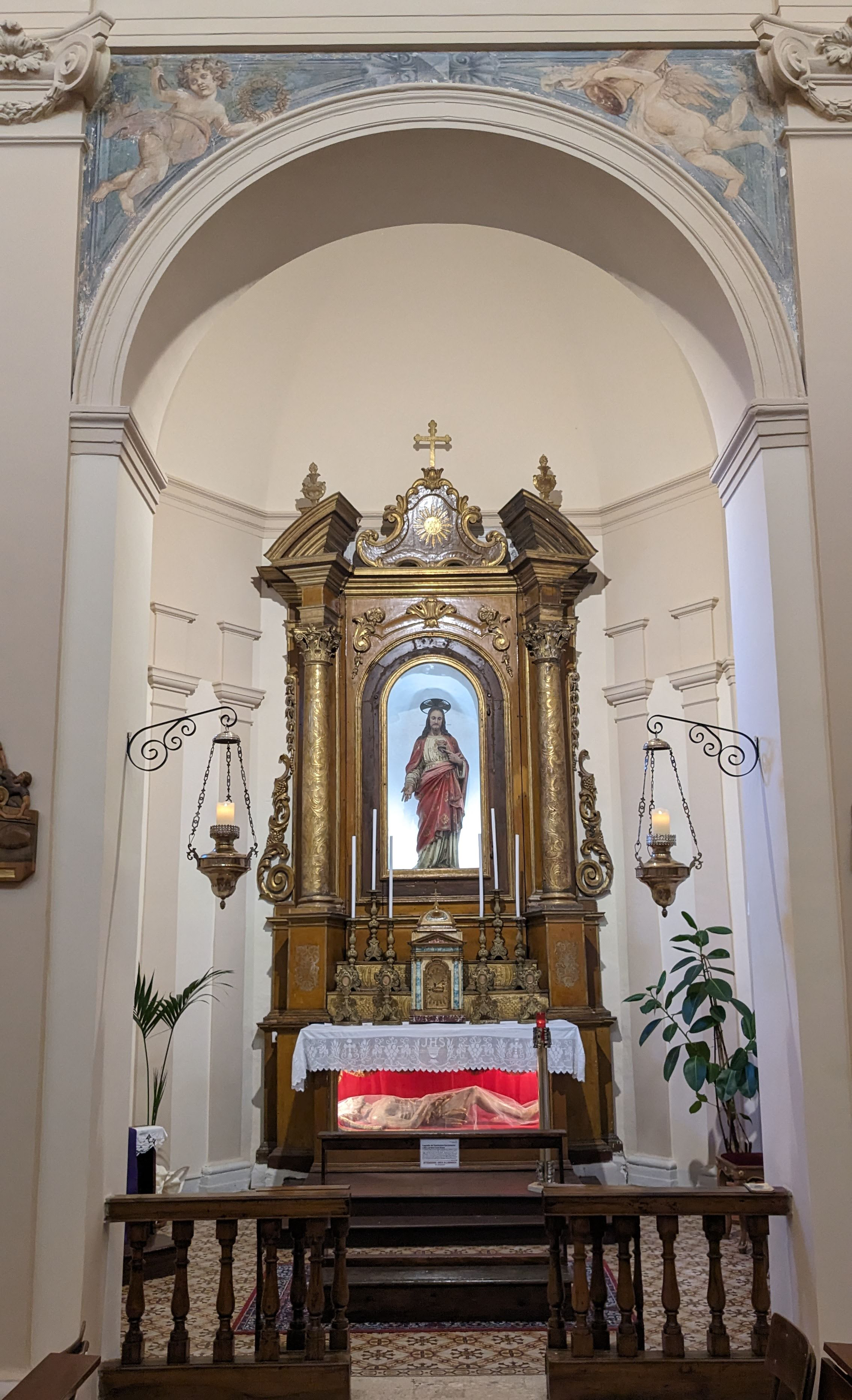
Altare del Santissimo Sacramento nella chiesa di Santa Lucia

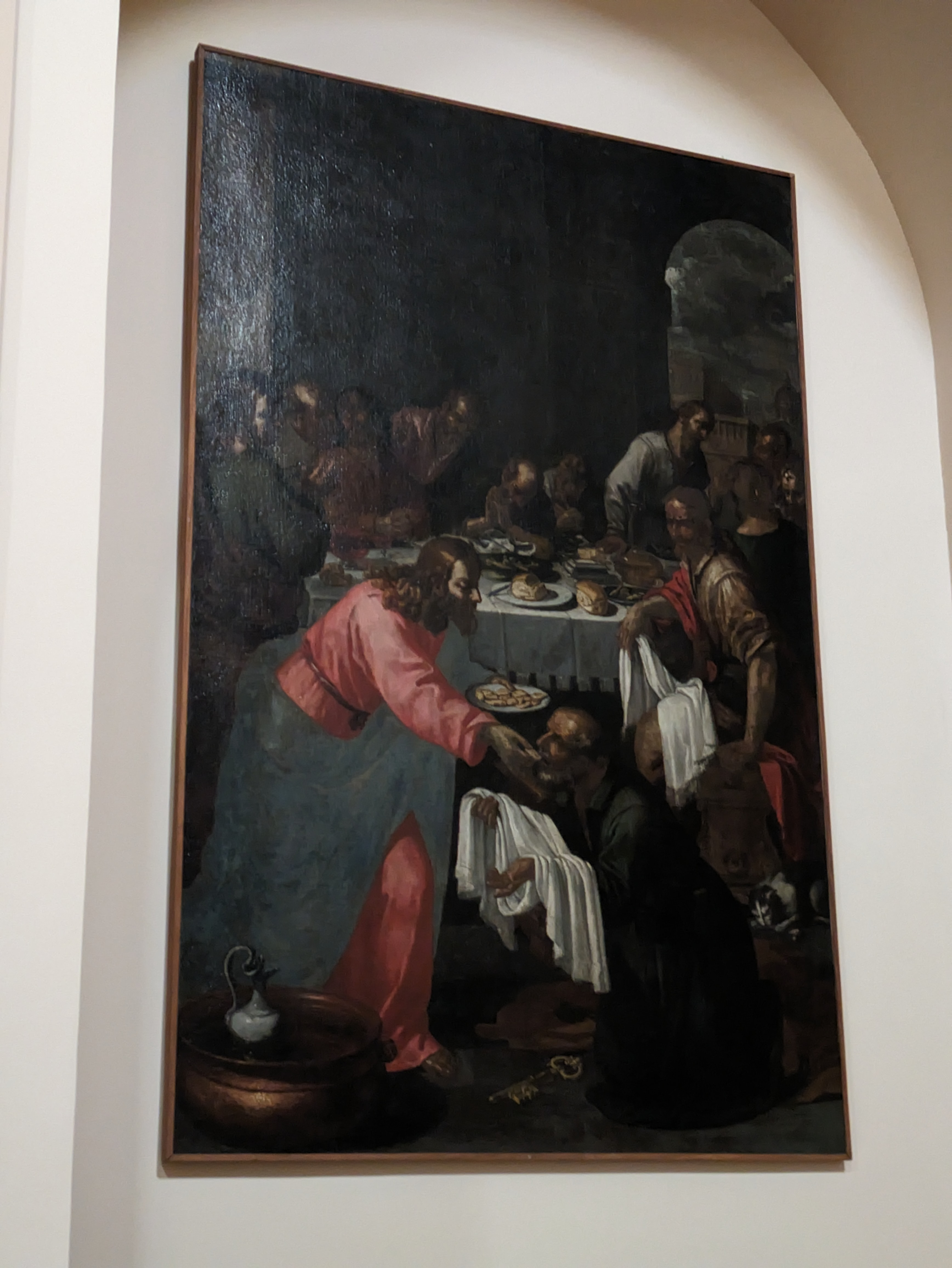
Comunione degli Apostoli di Giovanni Francesco Guerrieri all'interno della chiesa di Santa Lucia

- Chiesa di Santa Lucia, anticamente anche Chiesa dei Santi Lucia e Giovanni Battista, è quella di dimensioni maggiori, situata nel centro del paese fuori dalle mura, è sede parrocchiale. Eretta nel 1883 in sostituzione della precedente chiesa parrocchiale demolita posta poco più a sud, ha una facciata in cotto mossa da decorazioni semplici ma eleganti. L'interno, a navata unica con cinque cappelle laterali, un pulpito e una cantoria, conserva due importanti tele: una secentesca Comunione degli Apostoli attribuita a Giovanni Francesco Guerrieri (proveniente dalla vicina chiesa del Santissimo Sacramento) e una settecentesca Crocifissione con la Madonna e i santi Lucia e Giovanni Battista del pittore e ritrattista fanese Carlo Magini[14] (proveniente dalla vecchia chiesa parrocchiale demolita). Degni di nota sono gli arredi lignei provenienti dalla vecchia chiesa parrocchiale, tra cui un antico Crocifisso, un confessionale e l'altare laterale del Santissimo Sacramento. Nel complesso sono presenti nove statue, tre lignee: la Madonna Addolorata, il Sacro Cuore di Gesù e un Cristo Morto e  6 in cartapesta: Santa Lucia e San Vincenzo Ferreri nelle nicchie dell'abside, la Madonna di Lourdes e Santa Bernardetta nella cappella dedicata alla Grotta di Lourdes, Sant'Antonio da Padova e Sant'Antonio Abate, conservati in sacrestia. Con i restauri conservativi del 2019 sono venuti alla luce degli affreschi sopra le arcate laterali ritraenti degli angeli, la restante parte delle vecchie pareti affrescate è andata persa nel corso degli anni. Il campanile si erge sul lato settentrionale del complesso e contiene un concerto di quattro campane con accordo maggiore con salto di quarta: mib4, fa4, sol4 e sib4. Esso funge anche da battiore, scandendo le ore e i quarti dalle 7:00 alle 22:00. Particolari sono le suonate feriali e festive. L'"Ave Maria di Lourdes" è il tradizionale concerto a rintocchi che si può ascoltare alle 7:00 di mattina (in forma breve), a mezzogiorno e alle 19:00. Durante i giorni festivi, l'Ave Maria di Lourdes delle 12:00 è seguita da un plenum di tutte e quattro le campane a distesa; plenum che si può ascoltare anche mezz'ora prima di tutte le s. messe festive. Per quanto riguarda l'annuncio delle ss. messe feriali invece, suonano a distesa solo le tre campane piccole.

- Chiesa del Santissimo Sacramento detta anche "Ex Chiesa", è la seconda chiesa del centro abitato per dimensioni, nonché la più antica del paese ancora in piedi, costruita nel seicento dalla confraternita del Santissimo Sacramento. Dalla seconda metà del secolo scorso è adibita a sala parrocchiale: ospita le funzioni religiose molto raramente, quando la chiesa di Santa Lucia è in fase di restauro o di manutenzione. Restaurata modernamente, si possono ancora osservare un'antica ancóna in arenaria dove, fino al 1934, era posta la secentesca Comunione degli Apostoli di Giovanni Francesco Guerrieri, situata ora nella vicina chiesa di Santa Lucia e l'antico campanile a vela dove in passato si trovavano 2 campane.

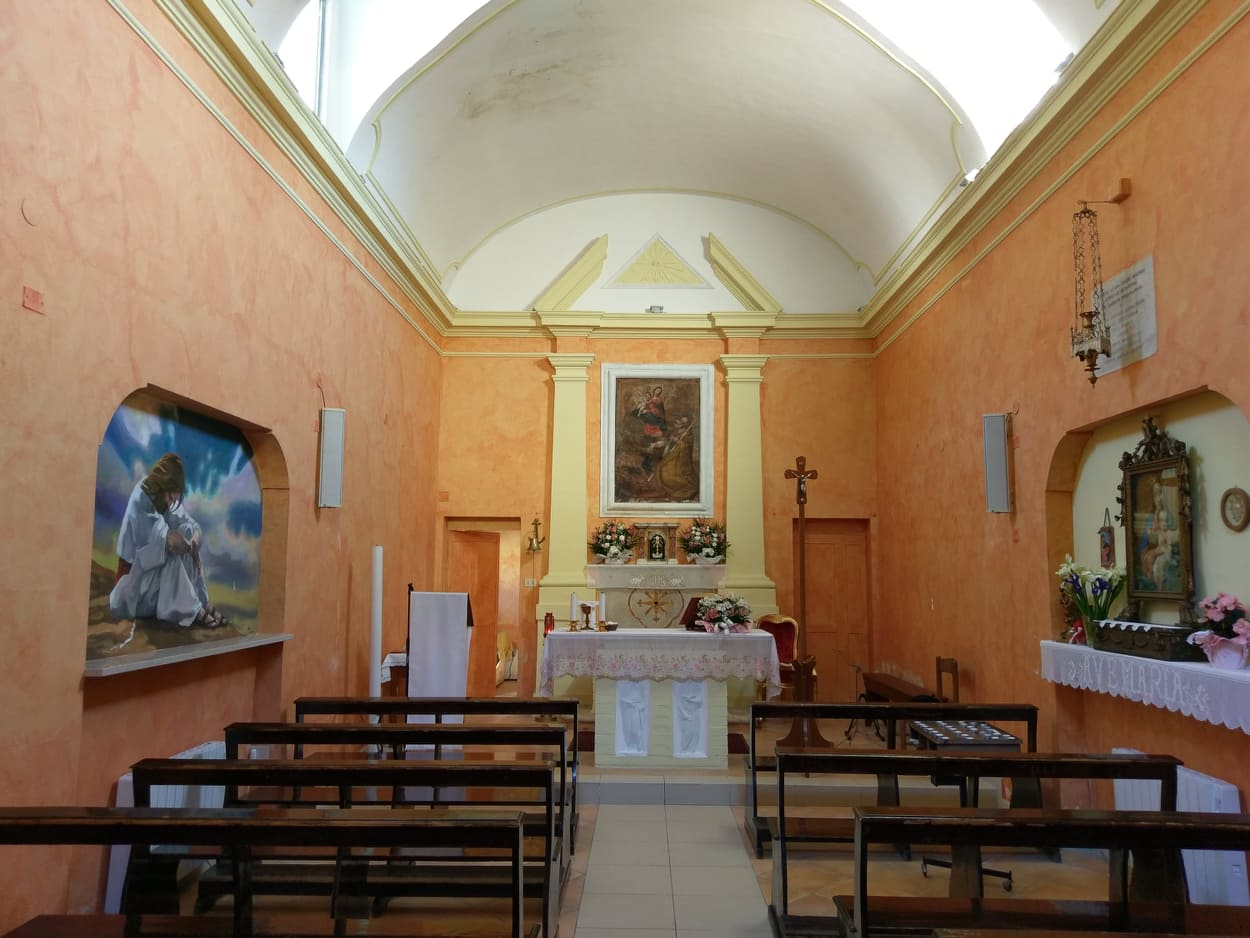
Interno della chiesa di Sant'Ubaldo di Cerbara

- Chiesa di Sant'Ubaldo o della Beata Vergine, chiamata anche "chiesa della Madonna delle Grazie ", è l'antica chiesa della frazione di Cerbara, già proprietà dei principi Albani come il cinquecentesco ex mulino, riconvertito dall'Enel in centrale idroelettrica il 12 maggio 2007, attorno ai quali si è sviluppato l'abitato. La pala dell'altare principale raffigura una Madonna con Bambino mentre osserva sant'Ubaldo sconfiggere il demonio. L'altare minore laterale è dedicato invece alla Madonna delle Grazie, la raffigurazione di quest'ultima viene portata solennemente in processione la seconda domenica di maggio (festa della Madonna di Cerbara).

- Cappella della Madonna del Rosario o Chiesolina: è una cappella dedicata alla Madonna ubicata lungo la via principale. Non si ha documentazione riguardo alla sua edificazione ma secondo i documenti potrebbe trattarsi di una antica cappella dedicata alla Beata Vergine della Croce. Conserva un altare dedicato alla Madonna, con una tela di autore ignoto raffigurante una Madonna del Rosario in cui viene riportata la dicitura: "Regina Sacratissimi Rosari". Viene utilizzata per le funzioni religiose durante il mese di maggio con la recita del S. Rosario.

Oltre a queste tre chiese appena citate, il territorio municipale di Piagge in passato possedeva altre chiese tra cui:
- Santo Spirito, ubicata entro la cinta muraria sul versante nord e demolita nei primi decenni del Novecento;
- L'antica chiesa parrocchiale di Santa Lucia, a tre navate, demolita nel 1882 (poco più a sud dell'attuale chiesa parrocchiale);
- San Filippo Neri, ubicata lungo la strada che porta a San Costanzo e da cui deriva il nome della frazione sparsa di San Filippo.

A queste si aggiungevano altre cappelle minori:
- San Giovanni;
- Santa Maria delle Lacrime;
- San Carlo;
- Santa Maria degli Angeli.

### Altre opere presenti
All'interno del palazzo municipale sono conservate due tele attribuite al pittore pesarese seicentesco Trometta: una Madonna col Bambino, angeli e paesaggio e lo Sposalizio mistico di S. Caterina d'Alessandria, entrambe restaurate nel 2007.

### Arte contemporanea

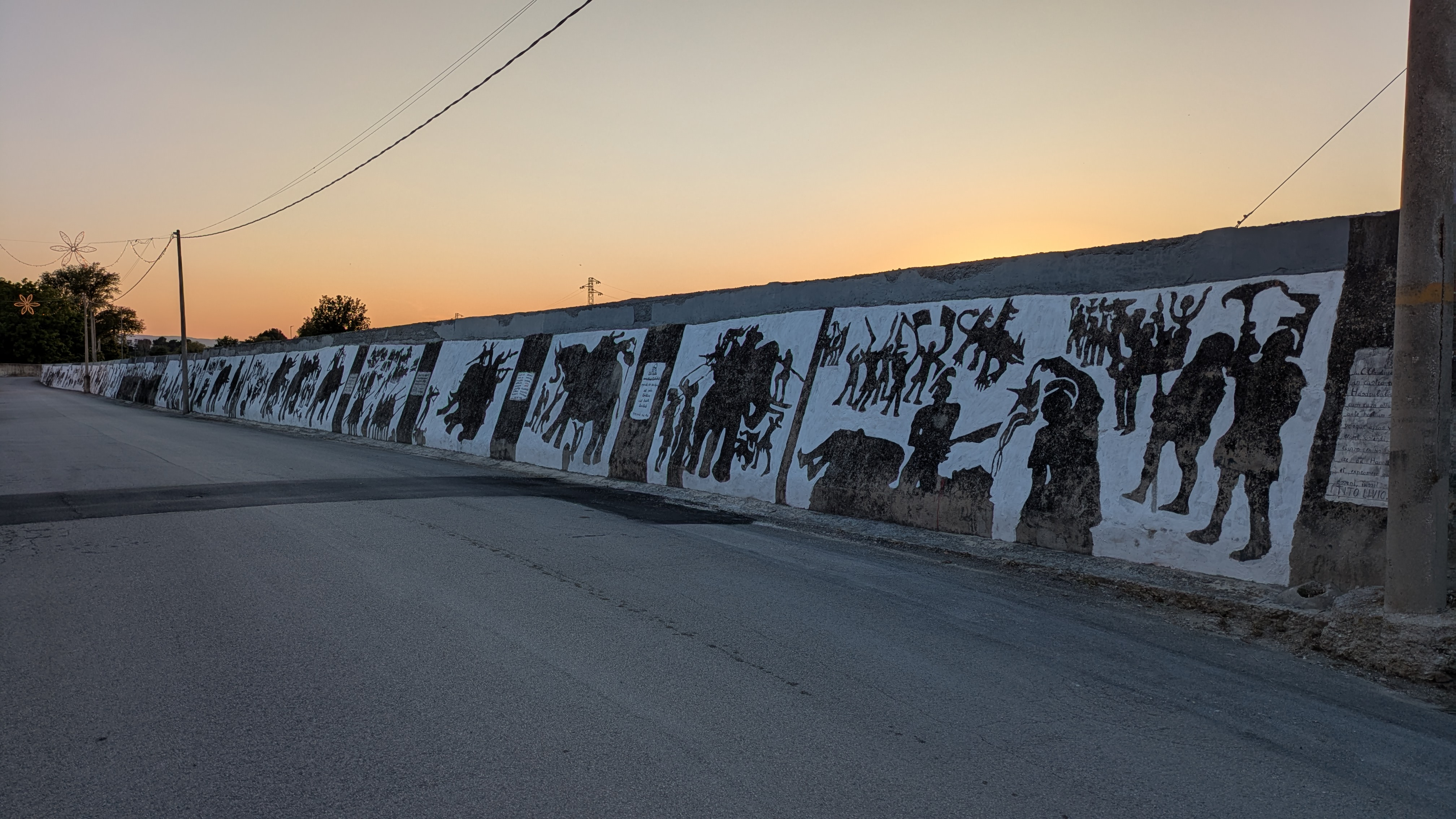
Il Murale della Battaglia del Metauro a Cerbara

Nella frazione di Cerbara nel 2021 è stato realizzato dall'artista Agrà un murale rappresentante la Battaglia del Metauro. Con la lunghezza di 112 metri, risulta essere il secondo Murale più lungo d'Europa

## Società

### Evoluzione demografica
Il numero medio di abitanti è all'incirca sui mille. La popolazione del comune ha raggiunto il suo picco massimo intorno agli anni cinquanta, seguito da un notevole calo sul finire del secolo. Con il nuovo millennio il paese sta registrando una modesta ripresa demografica grazie all'ampliamento di nuove aree residenziali nelle vie adiacenti alla strada provinciale (via Roma) nella zona nord del centro abitato, particolarmente interessate a questo fenomeno sono via G. Rossa e via Franchetta.
Abitanti censiti

### Etnie e minoranze straniere
Secondo i dati ISTAT al 1º gennaio 2017 la popolazione straniera residente era di 57 persone e rappresentava il 5,6% della popolazione residente. Invece la comunità straniera più numerosa era quella filippina con 15 persone, pari al 26,32% sul totale della popolazione straniera.

## Cultura

### Scuole
Nel municipio sono ubicate una scuola dell'infanzia (intitolata al tenente Leo Guerrieri) e la scuola primaria Raffaello Sanzio.

## Economia
Le principali attività produttive del settore secondario si trovano nella frazione di Cerbara, dove si trova una moderna zona artigianale e sono costituite dalla lavorazione del ferro, del vetro e dai laboratori tessili.
Nel campo del settore primario, cioè in campo agricolo, le principali attività si trovano nei pressi della frazione sparsa di San Filippo, dove si trova un'importante azienda agricola specializzata nella produzione di vini DOC dei Colli Pesaresi (Rosso e Sangiovese) e di Bianchello del Metauro, di olio extravergine e di barbabietole da zucchero.

## Sport
Il centro abitato di Piagge dispone di 5 impianti sportivi principali:
- Il palazzetto dello sport (la "palestra"), situato sulla strada che collega il paese al vicino municipio di San Giorgio di Pesaro e che essendo di notevoli dimensioni è utilizzato anche da altre società sportive non piaggesi, in questo palazzetto dello sport gioca la "Yes We Can Lubacaria Piagge", squadra di pallavolo neopromossa in serie D dopo la stagione 2014-2015. Dal 1º gennaio 2017 esso diventa il palazzetto dello sport più grande e importante del nuovo comune sparso di Terre Roveresche.
- Lo stadio (o "campo sportivo"), posto su un rilievo sovrastante il paese presso via Palazzo, attualmente inagibile per le gare di calcio ma utilizzato per attività di footing;
- Un campetto in erba sintetica da calcio a 5 costruito sulla vecchia pista polivalente in centro al paese, inaugurato il 18 aprile 2010 e intitolato all'ex giocatore della Juventus Gaetano Scirea, deceduto a seguito di un incidente automobilistico. Il campetto sintetico ha una funzionalità polivalente essendo possibile praticare altri sport come la pallavolo.
- Una zona parrocchiale nel quale sono presenti un campo da calcetto in erba e un nuovissimo campo da beach volley/tennis che dal 12 giugno 2015, giorno dell'inaugurazione, prende il nome di "Green Beach" per via dell'abbinamento di erba e sabbia.
- È presente anche un altro campetto da calcetto/pallavolo in cemento presso il circolo ACLI

Particolarmente diffuso e praticato è lo sport della "boccia alla lunga" o boccetta su strada, una variante del gioco delle bocce. Organizzato in un campionato a tre categorie, le squadre di Piagge vi competono con ottimi risultati.

## Amministrazione
| Periodo        | Periodo          | Primo cittadino                | Partito                            | Carica  | Note   |
| -------------- | ---------------- | ------------------------------ | ---------------------------------- | ------- | ------ |
| 11 giugno 1990 | 23 aprile 1995   | Gualfredo Vitali               | Democrazia Cristiana               | Sindaco | [ 19 ] |
| 24 aprile 1995 | 13 giugno 1999   | Gualfredo Vitali               | Partito Popolare Italiano          | Sindaco | [ 19 ] |
| 14 giugno 1999 | 12 giugno 2004   | Gualfredo Vitali               | Lista civica                       | Sindaco | [ 19 ] |
| 13 giugno 2004 | 7 giugno 2009    | Marzia Tirso Bellucci Canapini | Lista civica di Centro-sinistra    | Sindaco | [ 19 ] |
| 8 giugno 2009  | 25 maggio 2014   | Marzia Tirso Bellucci Canapini | Lista civica Insieme per il futuro | Sindaco | [ 19 ] |
| 26 maggio 2014 | 31 dicembre 2016 | Maurizio Cionna                | Lista civica Insieme per crescere  | Sindaco | [ 19 ] |

Successivamente alla fusione in Terre Roveresche ogni ex comune divenuto municipio di Terre Roveresche è rappresentato da un prosindaco e due consultori votati dai cittadini del singolo municipio con scheda separata durante le elezioni comunali e nominati dal consiglio comunale. Durante le elezioni amministrative del 2022 non si sono presentati candidati a ricoprire le cariche di prosindaco e consultori, pertanto si è agito nominando prosindaci e consultori alcuni cittadini residenti nel municipio.
| Periodo        | Periodo        | Primo cittadino    | Partito | Carica     | Note |
| -------------- | -------------- | ------------------ | ------- | ---------- | ---- |
| 27 giugno 2017 | 13 giugno 2022 | Alessandro Santini |         | Prosindaco |      |
| settembre 2022 | in carica      | Marco Carnaroli    |         | Prosindaco |      |

### Altre informazioni amministrative
Piagge ha fatto parte della Comunità montana del Metauro fino alla data della sua soppressione.